# AHS Krab
САУ Краб (від пол. AHS Krab) — польська самохідна гаубиця калібру 155 мм, сумісна з боєприпасами НАТО.
Гаубиця має польську ліцензійну башту від британської САУ AS-90 зі стволом калібру 155 мм і завдовжки у 52 калібри. Шасі установки — від САУ K9 Thunder виробництва південнокорейської компанії Samsung Techwin.

## Історія
Ідея впровадження у Польських сухопутних військах нової САУ з'явилась на початку 1990-х років. В результаті проведеного аналізу було ухвалено прийняти на озброєння самохідну артилерійську установку калібру 155 мм. Також було вирішено, що цю САУ доцільно виробляти в Польщі спільно з іноземними партнерами. Як закордонного партнера тоді розглядали Словаччину, де тривали роботи над подальшим розвитком сімейства САУ Dana (проєкт Zuzana). Цим проєктом розглядалась можливість встановлення словацьких башт Zuzana з 155-мм гаубицею на польське шасі сімейства Kalina.

### Вибір артилерійської установки
В 1997 році був проведений перший тендер для вибору башти для нової самохідної установки калібром 152/155 мм. Для подальшого розгляду були обрані: T-6 (ПАР), Zuzana (Словаччина), AS-90 (Велика Британія), PzH 2000 (Німеччина). Башта мала бути встановлена на подовжене (до семи пар котків) шасі типу Kalina. Трохи згодом того ж року результати тендеру було анульовано. У другому тендері вже брало участь три компанії, а ПАР участі не брала.
Крім того, було змінено майбутнє шасі — ним мало стати OBRUM виробництва Zakłady Mechaniczne Bumar-Łabędy. OBRUM — модифіковане шасі від танку Т-72/PT-91, створеного в рамках проєкту UPG-NG.
Тендер було проведено у 1998 році. Тепер Міністерство оборони Польщі мало обрати між німецькою та британською системою. 21-24 червня на полігоні Żagań-Świętoszów були проведені тестові стрільби (німецька САУ в цих випробуваннях участі не брала, начебто через проблеми із митницею). В результаті було остаточно вибрано башту британської конструкції та 26 липня 1999 року підписано контракт на ліцензійне виробництво на потужностях компанії Huta Stalowa Wola (HSW).

### Початок розробки
Перший дивізійний модуль під назвою Regina мав бути наданий на випробування військовим у 2003 році. У випадку успішного проходження випробувань до 2005 року мав бути виготовлений перший дивізіон (18 САУ), при цьому до 2012 передбачалось виготовити чотири дивізійних комплекти. Проте, через брак коштів роботи довелось призупинити. Складання першого прототипу Krab було розпочато у 2000 році, а перша башта прибула з Великої Британії в березні 2001 року. Брак фінансів примусив змінити початкові плани. Перший прототип Krab було представлено 12 червня 2001 року.
Перші два прототипа мали башти виробництва BAE Systems.
В травні 2008 року Міністерство оборони Польщі уклало з HSW договір на створення до 2011 року дивізійного модуля Regina. За договором мали надійти вісім САУ (дві батареї з чотирма САУ кожна) плюс допоміжні машини. При цьому можна було використати обидва наявних прототипа Krab, тобто, було необхідно виготовити лише 6 нових САУ. Було побудовано третій прототип, що отримав башту вже виробництва Huta Stalowa Wola. Перші стрільби з третього зразка відбулись 29 липня 2011 року.

### Зміна виробника ствола

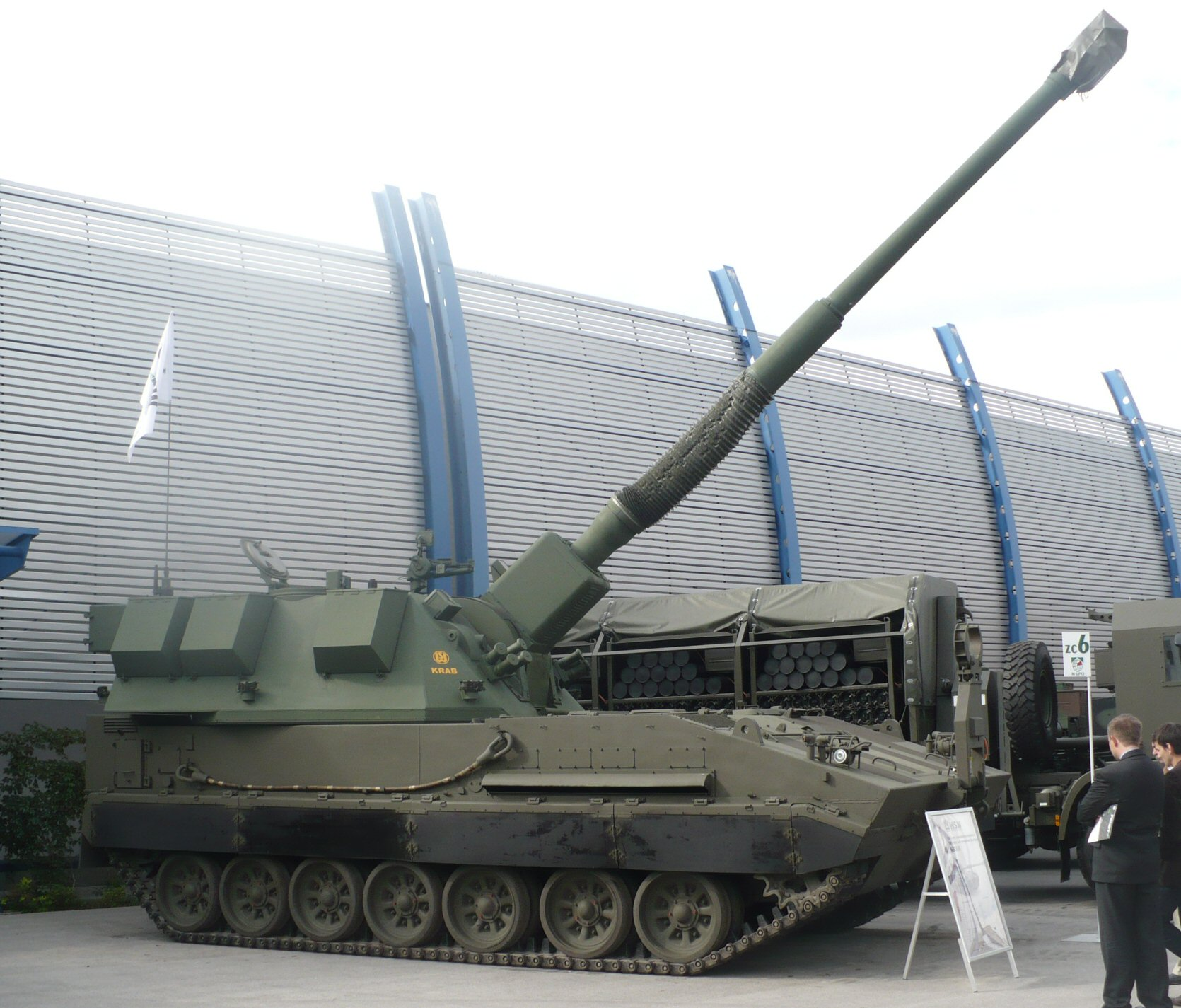
САУ «Краб» на шасі UPG-NG (модернізоване Т-72). 2010 р.

Через припинення виробництва стволів для САУ AS-90 у Великій Британії, проєкт Regina мав бути змінений. Ретельно вивчивши пропозиції міністерство оборони Польщі обрало французький концерн Nexter. Решта складових (наприклад, ствольні гальма, камора, клин, тощо) виготовлені у Польщі. Ствол калібру 155 мм та 52 калібри завдовжки виробництва Nexter System успішно пройшов випробування у WITU в Сталовій Волі.
Вперше САУ Krab з баштою від Nexter Systems була представлена на виставці Międzynarodowy Salon Przemysłu Obronnego у 2011 році.
Після отримання стволів для 8 САУ виробництва Nexter, було ухвалене рішення наступні 16 придбати у німецькій Rheinmetall через кращі умови. Однак протягом 2014—2016 років було істотно модернізовано виробництво стволів на потужностях компанії HSW, внаслідок чого з'явилась можливість обладнати польські САУ Krab стволами вітчизняного виробництва.

### Зміна шасі

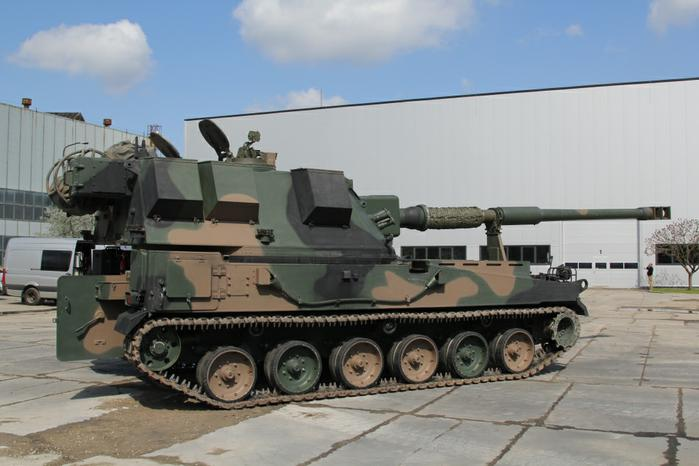
САУ «Краб» на шасі від K9 Thunder.

Компанія ZM Bumar-Łabędy спеціалізується на виробництві гусеничної техніки цивільного та військового призначення. Міністерство оборони Польщі прагнуло успішно втілити в життя програму модернізацію польських збройних сил. Проте у компанії ZM Bumar-Łabędy виникли технічні проблеми створення шасі, що спричинили затримки в програмі Krab.
Міністерство вирішило, що затримки у виробництві шасі для самохідної артилерії ставлять під загрозу безпеку країни й тому вирішило співпрацювати з південнокорейським виробником уже перевіреної техніки. У 2014 році був підписаний контракт між HSW та Samsung Techwin на придбання з подальшою локалізацією виробництва 120 шасі від K9 Thunder для САУ Krab. Було оголошено, що перші 24 шасі мають надійти до 2017 року, іще 12 шасі мають надійти протягом 2018—2022 років.
24 серпня 2015 року було виготовлено перший екземпляр Krab на шасі K9. Його ретельне випробування мало відбутись вже після виставки MSPO 2015.
14 грудня 2016 року було підписано контракт на придбання іще 96 САУ (4 дивізіони), що разом із уже виготовленими 24 одиницями збільшить загальну кількість САУ до 120 одиниць. Це також був найбільший за вартістю контракт в історії на постачання зброї польського виробництва. 16 грудня 2020 року Інспекція озброєнь Польщі підписала додаток до контракту 2016 року на поставку додатково 2-х гармат-гаубиць з поставкою батарейно-взводної командно-штабної машини (КШМ), машини боєприпасів та машини ремонту озброєння та радіоелектроніки для Центра підготовки артилерії та озброєння імені Генерала Юзефа Бема.
Наприкінці квітня 2018 року компанія Huta Stalowa Wola оголосила про початок підготовки впровадження роботизованого зварювання башт для САУ «Краб», а також башт для самохідного міномета «Рак» на гусінному шасі M120G, бойового модуля ZSSW-30, та корпусів командно-штабних броньованих машин та бойових машин піхоти «Барсук». Нині компанія використовує «традиційне», ручне зварювання. Використання роботів має підвищити якість зварних швів, поліпшити їхню стабільність, та зробити весь процес ефективнішим.
Польська армія може використовувати САУ «Краб» разом з автоматизованою системою управління вогнем TOPAZ, РЛС контрбатарейної боротьби LIWIEC та метеорологічною системою BAR.

## Конструкція

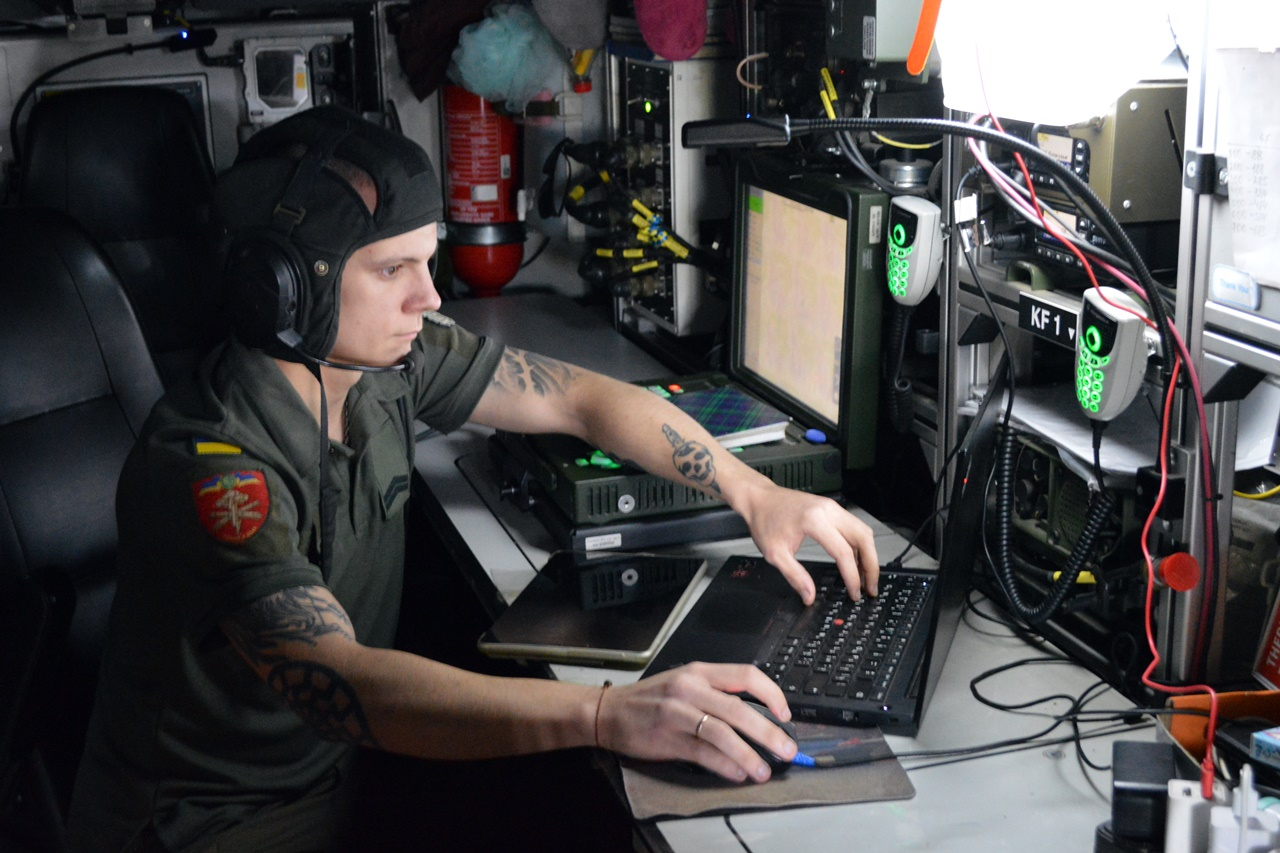
Оператор командирської машини управління на базі САУ Krab, Україна, 12 липня 2023

AHS Krab — самохідна гаубиця польського виробництва на базі ліцензійного шасі південнокорейської гаубиці K9 Thunder з використанням ліцензійної баштової системи AS-90.

### Шасі
Шасі — польська версія шасі південнокорейської гаубиці K9 Thunder. Польський варіант шасі K9 був розроблений спільно польськими та корейськими конструкторами протягом кількох місяців після рішення про заміну несправного шасі UPG-NG. Польська версія відрізняється використанням ряду нових рішень, яких немає в оригіналі, серед яких — встановлено допоміжну силову установку (ДСУ), системи протипожежного захисту та фільтровентиляції. Розроблене таким чином шасі позначається як PK9 або K9PL (назви використовуються як синоніми). Шасі K9PL виробляє HSW
Моторний відсік разом з рульовим відсіком знаходяться в передній частині САУ. Двигун розташований з правого боку, а сидіння водія — поруч. Привід — турбодизель MTU MT 881 Ka 500 з максимальною потужністю 1000 к. с. (735 кВт) при 2700 об/хв. На установці використовується трансмісія ALLISON X1100 — 5A3, з чотирма передачами вперед і двома — заднього ходу, інтегрованою системою гальмування, інтегрованою системою управління і можливістю розвороту на місці. Джерелом електроенергії є генератор постійного струму напругою 28 В вихідною потужністю 5,5 кВт. Бойове відділення знаходиться у середній і задній частинах корпусу. Крім того, K9PL оснащений гідропневматичною підвіскою польського виробництва.

### Башта та озброєння
У гаубиці Krab було вирішено використовувати башту, яка походить від британської САУ AS-90. Було прийняте рішення про ліцензійне виробництво башт в Польщі.
У верхній частині башти є два люки: правий — командирський, а з лівого боку є невеликі дверцята. З боків і в кормовій частині башти є опціональне місце для встановлення додаткового обладнання у вигляді саперного спорядження та маскувальних сіток з ящиками для додаткового обладнання. Гармата калібром 155 мм і довжиною 52 калібрів, розміщена на люльці, має ствол із вертикальним клиновим замком і двокамерним дульним гальмом. Все приводиться в дію електроприводом. Заряджання напівавтоматичне: снаряд підхоплюється заряджаючим і укладається на механізм подачі, який розташований паралельно з стволом. Потім снаряд автоматично вкладається в замок ствола, другий заряджаючий вкладає метальний заряд і капсуль. Детонатори снарядів налаштовуються електронно. Кут обстрілу по горизонту становить 360 градусів, по вертикалі від -3,5 до +70 градусів. Швидкість обертання башти, а також зміна куту піднесення ствола становить 10 градусів/секунду.
На даху башти Krab встановлений 12,7-мм кулемет WKM-B з прицілом К-10Т.
Скорострільність гаубиці — серією — 3 постріли за 10 секунд, вогонь високої інтенсивності — 6 пострілів за хвилину (є можливість підтримувати 3 хвилини), практична скорострільність — 2 постріли за хвилину. Мінімальна дальність вогню— 4,7 км, максимальна — 40 км. Час переходу гаубиці з похідного положення в бойове і виходу з позиції після пострілу становить 30 секунд.
В башті знаходяться 29 снарядів і 28 метальних зарядів; ще 11 снарядів і 20 зарядів розміщені в корпусі
.

### Електронні системи
Електронні системи AHS Krab:

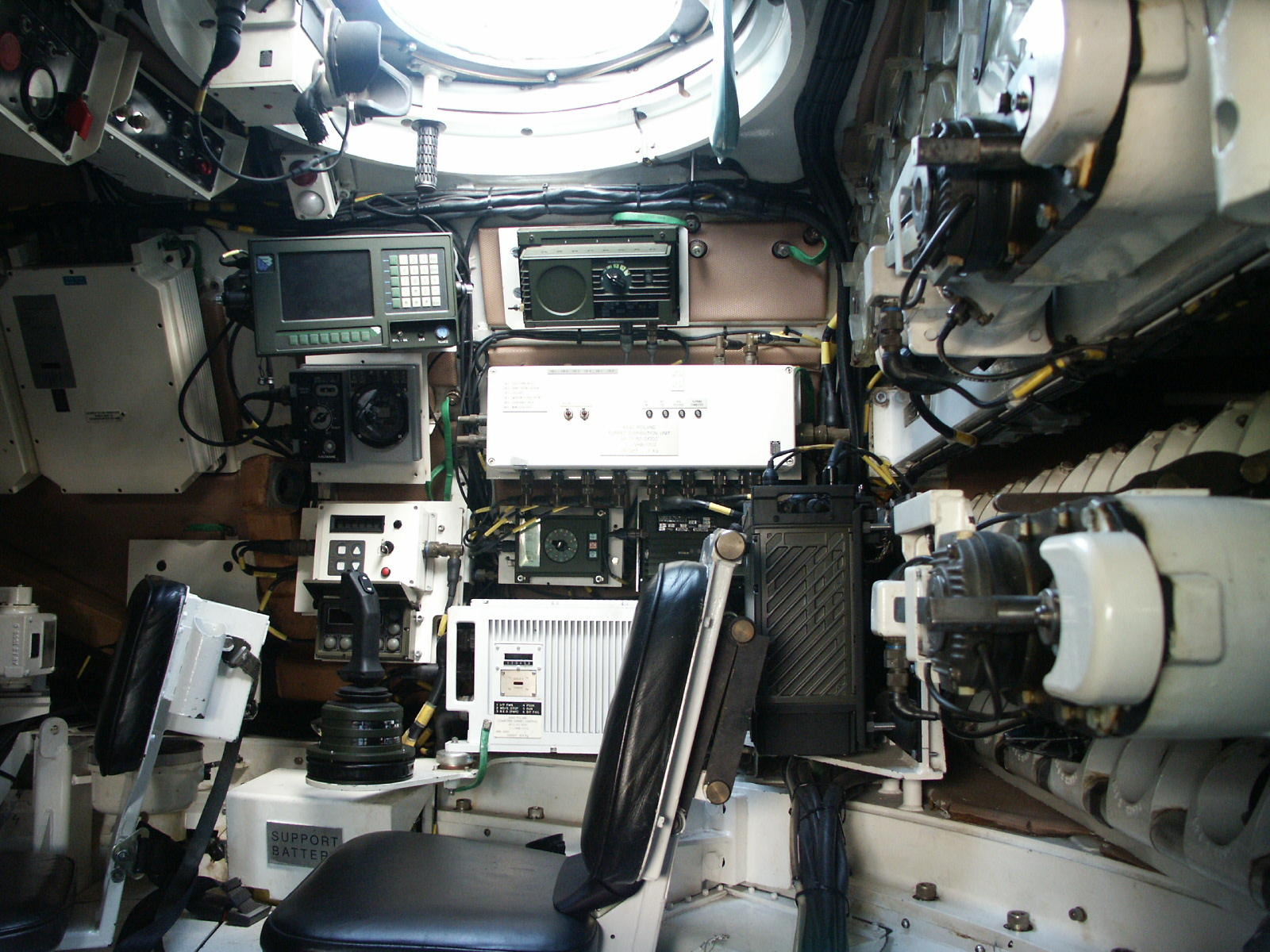
Інтер'єр прототипу башти — місце командира праворуч

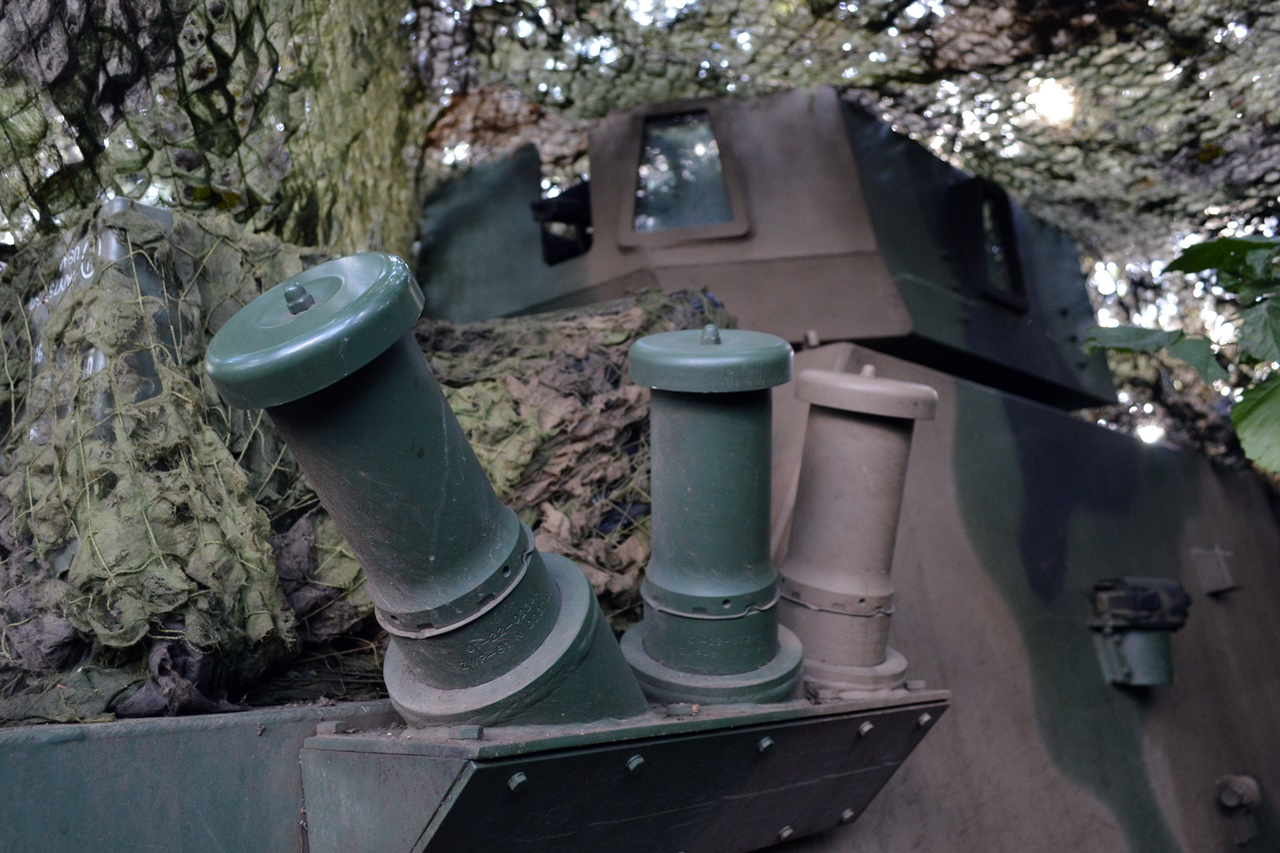
Димові 81-мм гранатомети 2х4 системи Obra-3 САУ Krab

- система наземної навігації та топографічної прив'язки FiN 3110L + GPS + одометр;
- система управління вогнем Topaz (комп'ютер управління баштою, комп'ютер наведення на ціль і балістичний комп'ютер командира);
- система внутрішнього та зовнішнього зв'язку FONET (цифрова радіостанція діапазону УКХ типу RRC 9311AP та персональна радіостанція для персоналу);
- прилади денного та нічного спостереження водія та командира;
- система оповіщення та самозахисту Obra-3 SSP-1;
- приціл прямого наведення;
- балістична РЛС MVRS-700 SCD;

### Боєприпаси
САУ Krab використовує боєприпаси, що відповідають стандартам угоди НАТО JBMoU (Joint Ballistics Memorandum of Understanding). Спочатку власної програми боєприпасів не було. Тоді металургічний завод «Дезамет» запропонував постачання боєприпасів для Збройних сил Польщі. Через високі витрати та ризики, пов'язані з самостійною розробкою боєприпасів, було налагоджено співпрацю зі словацькою компанією ZVS Holding a.s. з Дубниці над Вагєм і 9 грудня 2010 р. було підписано ліцензійну угоду. У 2012 році на «Дезаметі» було розпочато виробництво ударних підривачів KZ984, інші частини боєприпасів реалізовувалися поетапно.
Компанія «Дезамет» постачає класичні осколково-фугасні снаряди OFdMKM (дальність стрільби близько 30 км) і осколково-фугасні снаряди OFdMKM DV з газогенератором (дальність стрільби близько 40 км). Ці снаряди заряджені 10 кг тротилу і мають вагу 40,3 кг або 43,55 кг відповідно. Підривач KZ984 має два режими спрацьовування: миттєвий при ударі і з затримкою. Модульні вибійні заряди надає чеська компанія Explosia a.s. з Пардубіце, виробництво буде запущено у філії Mesko в Пйонках.

## Тактико-технічні характеристики
САУ «Krab» має такі тактико-технічні характеристики:
- Бойова маса: 48 тонн,
- Екіпаж: 5 осіб,
- Запас ходу: 400 км,
- Швидкість ходу:
  - По шосе: 60 км/год,
  - По рівнинній місцевості: 30 км/год,
  - По бездоріжжю: 15 км/год.
- Темп стрільби:
  - максимальний: до 6 пострілів на хвилину,
  - Серіями: 3 постріли за 10 секунд
  - Тривала стрільба: 2 постріли на хвилину.
- Дальність вогню:
  - Мінімальна: 4,7 км,
  - Звичайний снаряд: до 30 км,
  - Активно-реактивний снаряд: до 40 км.
- Розгортання на позиції: 30 секунд.
- Боєзапас: 40 снарядів, із яких
  - на укладці в башті САУ: 29,
  - на укладці в корпусі САУ: інші 11.

## Бойове застосування

### Російсько-українська війна
Відбиття повномасштабної російської агресії 2022 року стало бойовим хрещенням даних САУ.
Так, за словами радника міністра внутрішніх справ Ростислава Смірнова отримані від Польщі САУ Krab дали можливість українським військовим стабілізувати обстановку навколо Сєвєродонецька.
Відомо, що українські артилеристи застосовували САУ «Краб» разом з високоточними боєприпасами M982 Excalibur на Луганському напрямку.
За досвідом застосування установка отримала схвальні відгуки від українських артилеристів.
Станом на 3 серпня 2025 року редактори Oryx Blog знайшли фото чи відео підтвердження безповоротної втрати Україною 35 САУ Krab: 35 знищено та ще 6 одиниць отримали пошкодження.

## Оператори
- Польща: 26 одиниць на озброєнні, станом на 2025 рік[27]
  - 21 бригада підхалянських стрільців (18-та механізована дивізія) — отримали першу батарею наприкінці грудня 2021 року[28].
  - 11-й Мазурський артилерійський полк (16-та механізована дивізія) — мали на озброєнні на серпень 2018 року.[10]
  - 5-й Любуський артилерійський полк (12-та механізована дивізія) — у травні 2019 року отримана 1 батарея, ще 2 очікуються до 2020 року.[29]
  - 23-й Сілезький артилерійський полк (11-та бронекавалерійська дивізія) —
в жовтні 2020 року до підрозділу надійшов повний батарейний комплект з восьми 155-мм самохідних артилерійських установок та трьох машин управління[30].
на початку грудня надійшло іще чотири САУ та дві машини управління[31].
- Україна: близько 40 одиниць на озброєнні, станом на 2025 рік[32]. 72 одиниці надійшли до ЗСУ від Польщі в 2022 році для заміни застарілих радянських артсистем. Частина втрачена в ході бойових дій в 2022—2025 роках.

### Польща
Польські артилеристи на САУ Krab з 5-го Lubuskiego Pułku Artylerii та батарея 120-мм мінометів нідерландської армії брали участь у військових навчаннях «Dynamic Front 21» разом з батареєю 152-мм гармат 2А36 «Гіацинт-Б» 26-ї артилерійської бригади ім. генерала-хорунжого Романа Дашкевича.

### Україна
29 травня 2022 року «Польське Радіо» повідомило про передачу Україні трьох батарей — 18 одиниць САУ AHS Krab. Польська армія вже підготувала 100 українських військовослужбовців для експлуатації цієї зброї.
1 червня 2022 року польські ЗМІ повідомили, що Україна підписала угоду на придбання додатково близько 60 одиниць 155-мм самохідних артилерійських установок «Krab». САУ вироблятимуться на заводі Huta Stalowa Wola, який є частиною холдингу Польська зброярська група. Постачання будуть здійснюватися в найближчі кілька місяців, нині виробнича потужність HSW становить 20-30 одиниць на рік. Вартість угоди становить близько 3 мільярдів злотих, Україна перший експортний замовник цього типу зброї.
Через кілька днів, 7 червня, було повідомлено про офіційне підписання угоди. Із відкритих джерел відомо лише те, що частину видатків за 54 САУ буде покрито за рахунок Євросоюзу. Невідомо, чи Україна поступово отримуватиме щойно виготовлені машини, або ж одразу отримає наявні у польській армії установки, а нові машини згодом приходитимуть їм на заміну.
Наприкінці липня 2022 року польське видання Polskie Radio24 повідомило, що в рамках міжурядової угоди було виготовлено вісім одиниць САУ, обладнання чекає на завершення останніх формальностей і буде транспортовано в Україну.